# آمبانیزانا
آمبانیزانا (به لاتین: Ambanizana) یک منطقهٔ مسکونی در ماداگاسکار است که در آنالانجیروفو واقع شده‌است. آمبانیزانا ۵٬۲۶۵ نفر جمعیت دارد و ۱۲ متر بالاتر از سطح دریا واقع شده‌است.